# المجلس الوطني اليمني (1969-1971)
تأسس المجلس الوطني في عهد الرئيس القاضي عبد الرحمن الإرياني، رئيس المجلس الجمهوري، وذلك بتاريخ 15 مارس 1969، بناءً على القرار الدستوري رقم 2 لسنة 1968 الصادر في 25 سبتمبر 1968، بتعديل بعض مواد الدستور المؤقت الثالث الصادر في 25 نوفمبر 1967، كأول مجلس برلماني في الجمهورية العربية اليمنية بعد قيام ثورة 26 سبتمبر في العام 1962 ضد الحكم الملكي لآل حميد الدين والمملكة المتوكلية. وكانت مهمة المجلس الرئيسية إعداد أول دستور دائم للجمهورية العربية اليمنية، والذي تم إقراره في ديسمبر 1970، وبموجبه تمت أول انتخابات لمجلس الشورى في فبراير 1971.

## تكوين المجلس

### التشكيلة الأساسية
تشكل المجلس بتاريخ 15 مارس 1969 بناء على القرار الجمهوري رقم (1) لسنة 1969، من 45 عضواً، تم اختيارهم عن طريق التعيين من قِبَل رئيس المجلس الجمهوري، ويمثلون جميع الشرائح السياسية والاقتصادية والاجتماعية والقبلية في اليمن. كما شمل القرار تحديد مهام واختصاصات المجلس. وقد ضمت تشكيلة المجلس الأساسية الأعضاء التالية أسمائهم:
| 1 - أحمد علي المطري 2- الرصاص بن حسين. 3- أحمد سيف الشرجبي 4- أحمد عبد الجبار نعمان 5- إبراهيم الفاشق 6- أحمد المقرني 7- أحمد عثمان مطير 8- أحمد سلامة 9- حمود سرحان 10- حمود حسن قاسم ابو راس 11- حسين الوتاري 12- حسن بن حسن أغا 13- سلام الرازحي 14- صالح هادي دغسان 15- صبار الجماعي | 16- صادق منصور 17- عبد الله بن حسين الأحمر 18- علي الطيري 19- عبد الرحمن ذمران 20- علي محمد الكبير 21- عبد الله حسن الدعيس 22- عبد القادر بن عبد الله 23-عبد الكريم أحمد العنسي 24- علي عبد الله الكهالي 25- علي علي السمان 26- عبد الكريم السكري 27- عبده محمد المخلافي 28- عبد الله حسن العالم 29- عثمان عميره 30- علي لطف الثور | 31- عبد الله حمود حمران 32- عبد الرحيم القاضي 33-عبد الرحمن غالب السمن 34- علي مهدي شمسان 35- علي ناصر طريق 36- محمد الغشمي 37- محمد أحمد الصبري 38- محمد أحمد المحطوري 39- محمد يحي الحداد 40- محمد الخادم الوجيه 41- عبد الوهاب العسـوه 42- محمد محمد العزيري 43- نعمان بن قائد راجح 44- يحيى القاضي 45- يحيى المتوكل |

### تعديل 23 مايو 1970
وفي 18 مايو 1970 صدر القرار الدستوري رقم (1) لسنة 1970 بزيادة أعضاء المجلس الوطني إلى 63 عضواً.
وبناءً عليه صدر القرار الجمهوري رقم (6) لسنة 1970 بتاريخ 23 مايو 1970 بتعيين التالية أسماؤهم أعضاء في المجلس الوطني:
| 1- ناجي بن علي الغادر 2- عبد الوهاب محمد سنان 3- محمد ناصر صبره 4- زين هادي هيج 5- إبراهيم محمد الوزير 6- يحي محمد مقيت | 7- عبد الله علي جرعون 8- محمد بن حزام 9- علي بن ناجي الشايف 10- محمد محمد شرده 11- محمد بدر الدين 12- محمد محمد المطاع |  |

### تعديل 31 مايو 1970
ثم صدر القرار الجمهوري رقم (7) لسنة 1970 بتاريخ 31 مايو 1970، بتعيين التالية أسماؤهم أعضاء في المجلس الوطني:
1- عبد الله علي عبده
2- سلیمان عبد الله هارون
3- أحمد عبدربه العواضي
4- هادي عيطان
5- فيصل عبد الله مناع
6- محمد بن حمود بشر
وبهذين القرارين الأخيرين اكتمل قوام المجلس الوطني المؤقت والمحدد بـ 63 عضواً.

### المقاعد الشاغرة
بعد ذلك صدرت عدد من القرارات الجمهورية بتعيين عدد من الأعضاء الجدد في المجلس الوطني بدلاً عن عدد من الأعضاء السابقين المتوفين أو المستقيلين، وذلك على النحو التالي:
1 - أحمد المجاهـد بدلاً عن عبد الكريم أحمد العنسي ٦٩/٣/١٦م
2- عبد الله الحيمي بدلاً عن على مهدي شمســـان ٦٩/٣/١٦م
3- أحمد عبد الواحد شجاع بدلاً عن صادق منصـور ٦٩/٨/٣م
4- سعيد فرحان بدلاً عن عبده محمد المخلافي ٦٩/٨/٣م
5 - محمد حسين الثريا بدلاً عن عبد الرحيم القاضي ٦٩/٨/٣م
6- عبد الصمد قطران بدلاً عن عبد الوهاب العســوه ٦٩/٨/٣م
7- صالح الدحان بدلاً عن عبد الله حسن العالـم ٦٩/٨/٣م
8- حسين السحولي بدلاً عن عبد الله حمود حمران 69/11/1م
9- محمد السياغي بدلاً عن علي علي السمان 69/11/1م
10 - أحمد علي راشـد بدلاً عن أحمد المجاهـد ٧٠/٤/١٨م
11- عبد الرحمن علي نعمان بدلاً عن صالح الدحان ٧٠/٤/١٨م
12- محمد عبد الله الثور بدلاً عن محمد حسين الوتـاري ٧٠/٤/٢٤م
13- محمد إسماعيل الإبي بدلاً عن محمد يحيى الحداد ٧٠/٦/١١م
14- محمد مصلح عبد الرب بدلاً عن محمد أحمد الصبري ٧٠/٨/١٥م
15- راجح العراسي بدلاً عن عبد الرحمن ذمران ٧٠/٨/١٥

## مهام واختصاصات المجلس
استناداً إلى أحكام القرار الدستوري رقم (2) لسنة 1968 والقرار الدستوري رقم (1) لسنة 1969 والقرار الدستوري رقم (3) لسنة 1969، وإلى أحكام اللائحة الداخلية للمجلس، فإن أبرز مهام
واختصاصات المجلس الوطني المؤقت تتمثل في الآتي:
- اقتراح القوانين واقتراح تعديلها، وكذلك مناقشة واقرار القوانين التي يقترحها رئيس المجلس الجمهوري أو مجلس الوزراء والموافقة على القرارات الجمهورية بالقوانين التي تصدر فيما بين أدوار إنعقاد المجلس.
- وضع الدستور الدائم للجمهورية العربية اليمنية، والإعداد والتحضير لإنتخابات مجلس الشورى.
- الاطلاع والموافقة على المعاهدات الدولية التي تبرمها الحكومة. اختيار رئيس المجلس ونائبية والأمين العام والمستشار القانوني للمجلس.
- دراسة البرنامج البيان السياسي الذي تتقدم به الحكومة فور تشكيلها وإبداء ما يراه من ملاحظات حول البرنامج المشار إليه، ومنح الثقة للحكومة أو حجبها عنها أو سحبها منها، وكذلك توجيه الأسئلة والاستفسارات إلى رئيس مجلس الوزراء وإلى الوزراء حول أي من الأمور ذات الصلة باختصاصاتهم، وطلب حضور الوزير المختص أو من ينوب عنه عند مناقشة أي عمل يتعلق بوزارته.
- اختيار أعضاء المجلس الجمهوري والموافقة على استقالة رئيس المجلس الجمهوري أو أحد أعضائه. وتكليف المجلسين الجمهوري والوزراء في حالة الموافقة على استقالتهما بالاستمرار في أعمالهم إلى حين تشكيل المجلسين الجديدين.

## أجهزة المجلس
يتكون المجلس من مكتب المجلس والأمانة العامة واللجان الدائمة بالمجلس.

### مكتب المجلس
استناداً إلى القرارات الدستورية الصادرة بشأن المجلس الوطني ووفقاً لأحكام اللائحة الداخلية للمجلس، كان مكتب المجلس يتكون من رئيس المجلس ونائبيه والأمين العام والمستشار القانوني.
وبناء عليه فقد تشكل مكتب المجلس حينها من التالية أسماؤهم:
- الشيخ عبد الله بن حسين الأحمر رئيساً للمجلس
- القاضي أحمد المجاهد نائباً أول لرئيس المجلس
- الأستاذ علي لطف الثور نائباً ثان لرئيس المجلس
- القاضي إسماعيل الجرافي أميناً عاماً للمجلـس
- الأستاذ إسماعيل الوزير مستشاراً قانونياً للمجلس

وفي تاريخ 8 أغسطس 1969 قدم نائب رئيس المجلس القاضي أحمد المجاهد إستقالته إلى المجلس الذي قبلها، واختار خلفاً له القاضي عبد القادر بن عبد الله.

## حل المجلس
وفي سنة 1971 جرت أول انتخابات نيابية في شمال اليمن، حيث تم انتخاب مجلس الشورى، والذي حل محل المجلس الوطني، واستمر حتى عُلِّق العمل بالدستور الدائم وجُمِّد المجلس عام 1975، بعد قيام حركة 13 يونيو 1974 بقيادة الرئيس ابراهيم الحمدي.

## طالع أيضًا
- مجلس الشعب التأسيسي
- مجلس النواب اليمني
- مجلس الشورى اليمني
- مجلس الشورى (1971-1975)

## روابط خارجية
- المسيرة البرلمانية - مجلس النواب اليمني
- خصوصية الحكم والوحدة: دراسة تحليلية - عبد الوهاب الروحاني (ص 157-168)